# 천보중학교
천보중학교(天寶中學校)는 대한민국 경기도 의정부시 금오동에 있는 공립 중학교이다.

## 학교 연혁
- 2002년 1월 15일 : 천보중학교 설립인가 (36학급)
- 2002년 3월 1일 : 초대 이혜진자 교장 취임
- 2002년 3월 7일 : 제1회 입학식(5학급 215명)
- 2005년 2월 15일 : 제1회 졸업식(6학급 234명)
- 2024년 1월 5일 : 제20회 졸업식 (10학급 263명)
- 2024년 3월 1일 : 제6대 이영주 교장 취임
- 2024년 3월 4일 : 2024학년도 입학식 (10학급 274명) 총 8,193명

## 참고 자료
- 천보중학교 - 한국교육학술정보원 학교알리미